# 北条公時
北条 公時（ほうじょう きみとき）は、鎌倉時代中期から後期にかけての北条氏の一門。名越流の第3代当主。名越 公時（なごえ きみとき）とも呼ばれる。
第2代当主・北条時章の嫡男。母は二階堂行有の娘。吾妻鏡、関東開闢皇代並年代記事の『北条系図』に見られる「尾張次郎」の通称から、次男であったと考えられる。

## 生涯
公時は弓術に精通し、宝治2年（1248年）の百番小笠懸、建長2年（1250年）5月10日の馬場殿の笠懸、同年8月18日の犬追物などで射手に選ばれている。蹴鞠にも堪能であり、鞠奉行にも任じられている。藤原頼嗣や宗尊親王ら将軍に近習として仕えて台頭、文永2年（1265年）に31歳で引付衆に就任し幕政に参与。伯父である名越光時が宮騒動に加担した事で悪化した名越家と得宗家との関係を修繕すべく、父・時章と共に腐心した。
北条時宗の元服の際には、叔父・教時と共に鎧を奉献している。文永9年（1272年）、38歳の時に二月騒動で父・時章と叔父・教時が謀反の疑いで誅殺され、時章が所領としていた肥後、筑前の守護職を没収される。この時、公時も嫌疑を抱かれるが、後に時章に叛意がなかったことが明らかとなり許された。あるいは二月騒動の際の動向は不明とされる。
文永11年（1274年）、評定衆に選任され、その後は四番、三番、二番引付頭人と累進。弘安7年（1284年）4月、第8代執権・北条時宗の死去により出家して道鑑と号している。永仁元年（1293年）に引付が廃止されると執奏となったが、間もなく執奏は廃止されて引付が再編され、再び二番引付頭人となった。以降、死去するまで二番引付頭人の任にあった。寄合にも参画し、得宗家の補佐と失墜した名越流の地位恢復に心血を注いだ。
永仁3年（1295年）12月28日に死去、享年61。『続群書類従』の『北条系図』によれば28歳没とされているが、これは明確な誤りと指摘されている。ただし永仁2年（1294年）12月28日に死去ともいわれ、『系図纂要』では「被誅」とある。

## 経歴
※ 日付＝旧暦
- 康元元年（1256年）、左近大夫将監。
- 正嘉元年（1257年）12月24日、御所樟番。
- 弘長3年（1263年）1月10日、蹴鞠奉行。
- 文永2年（1265年）6月11日、引付衆。
- 文永10年（1273年）6月21日、評定衆。
- 文永11年（1274年）1月、正五位下尾張守。
- 建治元年（1275年）7月6日、4番引付頭。越中・越後守護。
- 弘安7年（1284年）4月、出家。法名は道鑑。尾張入道と称する。
- 永仁元年（1293年）10月、引付衆廃止のため、執奏。
- 永仁2年（1294年）10月、2番引付頭。
- 永仁3年（1295年）12月28日に死去。享年61。